# .fo
.fo ist die länderspezifische Top-Level-Domain (ccTLD) der Färöer. Sie existiert seit dem 14. Mai 1993 und wird vom FO Council verwaltet.

## Eigenschaften
Wie bei .de werden auch bei .fo Second-Level-Domains vergeben. Domainnamen dürfen aus den Buchstaben von A–Z (einfache Buchstaben), 0–9 und dem Bindestrich („-“) bestehen. Die maximale Länge beträgt 63 Zeichen. Buchstaben mit diakritischen Zeichen oder Sonderbuchstaben sind nicht erlaubt, auch nicht die färöischen Buchstaben „á“, „é“, „í“, „ó“, „ú“, „ý“, „æ“, „ð“ und „ø“. Diese müssen entsprechend ersetzt werden.

## Geschichte
Die Top-Level-Domain .fo wurde am 15. März 1993 in die sogenannte Root Zone des Domain Name System eingetragen. Im September 1997 wurde bei der IANA die Einrichtung der .fo-TLD beantragt, anschließend wurde sie zunächst von Dänemark aus durch UNI2 verwaltet. Im Dezember 2003 beantragte UNI2 die Übertragung der Domain auf das FO Council mit dem Ziel der Errichtung einer unabhängigen und selbstregulierten Verwaltung. Nach Unterredungen zwischen ICANN und der dänischen Regierung erfolgte die endgültige Bewilligung schließlich im September 2004. Daraufhin akzeptierte auch das FO Council die Übertragung. Im November 2004 wurde der Abschluss der Übertragung vom Board of Directors der ICANN genehmigt.